# Burrard Inlet No. 3 Reserve
Burrard Inlet, No. 3. Reserve, naziv koji je Kanadsko ministarstvo za Indijanske poslove dalo jednoj od šest skupina Squawmish Indijanaca naseljenih u području Burrard Inleta, u kanadskoj provinciji Britanska Kolumbija. Populacija im je 1902. iznosila 30.

## Vanjske poveznice
- Burrard Inlet 3, British Columbia